# 朱熙洽
朱熙洽（1524年—1606年），字鴻甫，號明山，直隸蘇州府崑山縣人，民籍，明朝政治人物。

## 生平
萬曆元年（1573年）癸酉科順天鄉試第五十七名舉人，二年（1574年）聯捷甲戌科會試第二百七十六名，三甲第一百五十二名進士。授潜江县知县，升南昌府同知，改辰州府同知，入为刑部山东司员外郎，十六年出为山西按察司佥事、分巡赤城，十七年二月调福建按察司佥事，十九年升福建布政使司左参议，二十年六月升贵州按察司副使，未几免归。萬曆三十四年丙午卒，年八十三。

## 家族
曾祖朱組；祖父朱佑；父朱惟新，母宋氏。永感下。